# チョイスホテルズインターナショナル
チョイスホテルズインターナショナル（英: Choice Hotels International, Inc.）は、アメリカ合衆国に本社を置くホテル運営企業である。

## 概要
創業は1938年で貸し室を中心としたクオリティ・コート・ユナイテッド社として誕生。1981年に社名をクオリティ・ホテルズ・インターナショナル社に変更し、コンフォート、クオリティ、クラリオンの3ブランドが誕生した。また、1988年には一般消費者からのアイデアや意見を全面的に取り入れたブランドのスリープインが誕生した。
1990年にはアメリカに展開しているエコノロッジ、ロードウェイイン、フレンドシップホテルズの3ホテルチェーンのフランチャイズ権の買収に成功し、独自に開発した上記4ブランドに、この3ブランドを加え、全部で7つのブランドを持つに至り、社名をチョイスホテルズインターナショナルに改める。
その後フレンドシップホテルズはエコノロッジ、ロードウェイインに振り分けて消滅させ、1994年にメインステイスイーツを新たなブランドに加えた。

## ブランド
- アセンドホテルコレクション（Ascend Hotel Collection）
- カンブリアホテルズ＆スイーツ（Cambria Hotels & Suites）
- コンフォートインホテル（Comfort Inn Hotel）
- コンフォートホテル（Comfort Hotel）
- コンフォートスイーツホテル（Comfort Suites Hotel）
- スリープイン（Sleep Inn）
- クオリティイン（Quality Inn）
- クラリオン（Clarion）
- メインステイスイーツ（Main Stay Suites）
- サバーバン（Suburban）
- エコノロッジ（Econo Lodge）
- ロードウェイイン（Rodeway Inn）

## 特記事項
- 2002年9月現在、世界46か国に約5100件のホテルを展開し、ホテル数では世界第2位のホテル会社に成長した。
- チョイスホテルズインターナショナルはベストウエスタンホテルズと同様に3つ星の中級クラスが中心で（4つ星の上級ホテルも存在する）宿泊料金が比較的リーズナブルであるため、5つ星の高級ホテルに宿泊する余裕はないが、設備が整い防犯もきちんとしているホテルに格安な料金で宿泊したい旅行者から絶大な支持を受けている。
- 日本ではグリーンズの100％出資子会社チョイスホテルズジャパンが、コンフォートホテル・アセンドホテルコレクションのブランドで展開している。かつては、クオリティホテルも展開していた。
- なお、池袋にあったクレリオン東京は2005年10月31日をもってチョイスホテルズインターナショナルを離脱し、翌日から名称をホテルストリックス東京に変更した。
- 2010年2月、スリープインを経営していた「ベッセル」は、グループ8軒のホテルを「ベッセルホテル」として再オープンし、日本国内のスリープインブランドは消滅した。なお、同ブランドは世界の他地域では展開中である。